# كازوهيرو أتسوغة
كازوهيرو أتسوغة هو الرئيس الحالي لشركة باناسونيك .

## حياتة الأولية والتعليم
درس أتسوغة في جامعة أوساكا وتخرج عام 1979 وحصل على درجة البكالوريوس في الهندسة الحيوية. وإلتحق على الفور بالقوة العاملة . وحصل على ماجستير في علوم الكمبيوتر من جامعة كاليفورنيا (سانتا باربرا) عام 1986.

## عمله مع باناسونيك
إلتحق أتسوغة بشركة باناسونيك , وسمى بماتسوشيتا الكتريك عام 1979. ومع خبرته الطويلة في مجال البحوث والتطوير، حصل أتسوغة على أول مركز إداري له عام 2008.

وصعد السلم الوظيفي حتي وصل لمركز الرئيس الحالي للشركة يوم 27 يونيو 2012 مكان فوميو أوتسوبو. الذي قبل استبداله حقق خسائر قدرها 750 مليار ين. وحاول أتسوغة زيادة ربح الشركة مرة أخرى من خلال العديد من الإجراءات منها خفض 10٪ من القوة العاملة , وإعادة ترتيب إستراتيجية العمل في باناسونيك.

## وصلات خارجية
- كازوهيرو أتسوغة على موقع أوليمبيديا (الإنجليزية)

- Panasonic biography